# Agłona (stacja kolejowa)
Agłona (łot. Aglona, ros. Аглона) – stacja kolejowa w miejscowości Agłona, w gminie Agłona, na Łotwie. Leży na linii dawnej Kolei Warszawsko-Petersburskiej.
Stacja powstała w 1860 pomiędzy stacjami Wyszki a Antonopol.